# Didymoglossum reptans
Espèce
Didymoglossum reptans est une fougère de la famille des Hyménophyllacées. 

## Description
Cette espèce a les caractéristiques suivantes :
- un long rhizome traçant, densément couvert de poils bruns à noirâtres et sans racines : le caractère particulièrement traçant de ce rhizome est à l'origine de l'épithète spécifique
- un limbe peut être entier ou irrégulièrement incisé ou lobé jusqu'à segmenté une fois au plus et pouvant atteindre 5 cm
- les frondes stériles ont le même aspect que les frondes fertiles
- les frondes fertiles portent des sores souvent peu nombreux, majoritairement un seul, mais parfois jusqu'à dix, rarement plus, qui se trouvent aux extrémités des segments
- la nervuration est dense, mais les fausses nervures sont peu nombreuses ; ces dernières sont parallèles aux vraies nervures mais il n'existe pas de fausses nervures submarginales (caractéristique du sous-genre)
- une nervuration catadrome.
- une indusie tubulaire, aux lèvres dont les cellules sont distinctes des tissus du limbe, et dont la bordure est souvent foncée à noire.

## Distribution
Cette espèce, presque strictement épiphyte, est présente en Amérique tropicale et aux Caraïbes.

## Position taxinomique
Didymoglossum reptans est classé dans le sous-genre Didymoglossum.
Elle compte les synonymes suivantes :
- Hemiphlebium reptans (Sw.) C.Presl
- Trichomanes reptans Sw.

Trois variétés sont répertoriées, dont une seule est maintenue : 
- Didymoglossum reptans var. muscoides (Sw. ) E.Fourn. (1872)  - Amérique tropicale - Voir Didymoglossum hymenoides (Hedw.) Copel. (synonymes : Didymoglossum apodum (Hook. & Grev.) Copel., Didymoglossum muscoides (Sw.) Desv., Hemiphlebium muscoides (Sw.) Prantl, Trichomanes apodum Hook. & Grev., Trichomanes hymenoides Hedw., Trichomanes muscoides Sw.)
- Didymoglossum reptans var. schaffneri (Schltdl.) E.Fourn. (1872) - Mexique (Synonymes : Trichomanes schaffneri Schltdl., Didymoglossum schaffneri (Schltdl.) Bosch)
- Didymoglossum reptans var. quercifolium (Hook. & Grev.) E.Fourn. (1872)  - Équateur - Voir Didymoglossum montanum (Hook.) J.P.Roux (synonymes : Didymoglossum quercifolium (Hook. & Grev.) C.Presl, Didymoglossum robinsonii (Hook. ex Baker) Copel., Trichomanes montanum Hook., Trichomanes pusillum var. quercifolium (Hook. & Grev.) Baker, Trichomanes quercifolium Hook. & Grev., Trichomanes reptans var. quercifolium (Hook. & Grev.) Jenman, Trichomanes robinsonii Hook. ex Baker)